# Arbeitsgericht Erlangen
Das Arbeitsgericht Erlangen war ein bayerisches Arbeitsgericht mit Sitz in Erlangen.

## Geschichte
Gemäß Arbeitsgerichtsgesetz vom 23. Dezember 1926 wurden in Deutschland Arbeitsgerichte gebildet. Diese waren nur in der ersten Instanz organisatorisch selbstständige Gerichte, die Landesarbeitsgerichte waren den Landgerichten zugeordnet. Am Landgericht Nürnberg entstand so 1927 das Landesarbeitsgericht Nürnberg als eines von 23 Landesarbeitsgerichten in Bayern. In Erlangen entstand das Arbeitsgericht Erlangen als eines von zwölf Arbeitsgerichten des Landesarbeitsgerichtes. Sein Sprengel umfasste die Gerichtsbezirke der Amtsgerichte Erlangen und Herzogenaurach. Es bestand eine allgemeine Kammer für Arbeiter und Angestellte und eine Kammer für das Handwerk.
Bereits 1929 wurde die Zahl der Arbeitsgerichte deutlich reduziert. Das Arbeitsgericht Erlangen blieb davon unberührt.
Nach der Besetzung Deutschlands durch die Alliierten wurden 1945 zunächst alle Gerichte geschlossen. Die ordentlichen Gerichte wurden schon bald wieder eröffnet, während die Arbeitsgerichte zunächst nicht wieder eingerichtet wurden, so dass arbeitsgerichtliche Streitigkeiten von den ordentlichen Gerichten erledigt werden mussten. Gemäß Kontrollratsgesetz 21 vom 30. März 1946 sollten in Deutschland Arbeitsgerichte aufgebaut werden. Mit dem bayerischen Vollzugsgesetz vom 6. Dezember 1946 richtete das Staatsministerium für Arbeit und Sozialordnung am 30. Januar 1947 die Arbeitsgerichte wieder ein. Das Arbeitsgericht Erlangen entstand dabei nicht neu.